# Armando Tonello
Armando Tonello (Vittorio Veneto, 25 novembre 1897 – Venezia, 3 gennaio 2001) è stato un pittore italiano.
Aderì al movimento del Post-Impressionismo nella tradizione pittorica veneta.
Ha esposto alla Biennale di Venezia negli anni 1938, 1940, 1942, 1948, 1950.

## Biografia
Armando Tonello nasce a Vittorio Veneto da Giacomo Tonello e Antonietta Bonfort. Fin da giovanissimo si sente attratto dalla pittura e il padre asseconda questa sua inclinazione mandandolo a frequentare a Venezia l’Istituto d’Arte dei Carmini. Allo scoppio della Grande Guerra del ’15-’18 viene arruolato e mandato al fronte.  Distintosi per coraggio e senso del dovere, consegue la Croce al merito di guerra. 
Al ritorno dalla guerra riprende gli studi all’Istituto d’Arte e si diploma (1919-’20) per intraprendere poi l'attività pittorica. In questo stesso Istituto sarà poi docente per molti anni, a partire dal 1927 fino al pensionamento. Nel 1933 avrà come allievo l'allora tredicenne Emilio Vedova, di cui eseguirà due piccoli ritratti. I suoi molti anni di vita lo vedono incessantemente attivo sulla scena artistica, veneziana e veneta in particolare, fino alla morte avvenuta nell'anno 2001.

### La carriera artistica
A Venezia è conquistato dai grandi pittori del ‘500 e viene a contatto con le opere dei maestri contemporanei quali Ettore Tito, Cesare Laurenti, Italico Brass e in particolare Alessandro Milesi. È aperto alle novità dell’Impressionismo che giungono con la Biennale Internazionale d’Arte e privilegia una pittura dal vero, en plein air, tutta giocata su colori chiari e luminosi. Fra i soggetti rappresentati non ci sono però solo i paesaggi lagunari e di campagna, soprattutto della natia Vittorio Veneto. Numerosi anche altri soggetti: i ritratti e la figura, prevalentemente degli anni Trenta, le scene di vita veneziana, le nature morte di pesci e di frutta, e anche alcuni a carattere religioso. Entra nel gruppo dei giovani artisti capesarini, che gravitano appunto intorno a Ca’ Pesaro, presso la Galleria d’Arte Moderna.  Essi propongono un rinnovamento della pittura ottocentesca, rinnovamento nella tradizione, ed espongono alla Galleria Comunale ‘Bevilacqua La Masa’ a partire dal 1920. Si lega in amicizia con Neno Mori, Fioravante Seibezzi, Luigi Scarpa Croce e Marco Novati.
Partecipa alle Biennali di Venezia del 1938, 1940, 1942, 1948, 1950.
Nel 1947 è tra i fondatori, assieme ad altri 26 pittori, di L'Ordine de La Valigia con sede al Caffè Gorizia, istituito come tentativo di reazione al modernismo internazionale. 
Nel 1946 partecipa alla ‘Mostra Mediterranea d’Arte’ a Palermo, alla Biennale Nazionale di Milano, al Premio ‘Colomba’ e al Premio Nazionale Burano dove gli è assegnato il premio Ca’ Sagredo. E’ invitato a partecipare alle Mostre Sindacali e alla ‘Biennale d’Arte Triveneta’  a Padova, fino al 1959, e alle Mostre Sindacali e Provinciali d’Arte Contemporanea a Treviso dove nel 1958 riceve il premio assegnato dall’E.P.T. Alla Mostra ‘Riviera del Brenta’  presso Villa Pisani (Stra) nel veneziano riceve la medaglia d’oro.
È cofondatore, assieme a Krayer, Seibezzi e Carraro, del Centro Studio Pittori nell’Arte del Vetro di Murano sotto la direzione di Egidio Costantini, (1950-1955). Diversi artisti forniscono i loro disegni per la realizzazione delle relative opere in vetro. Il Centro Studio richiamerà a Murano i più noti artisti internazionali tra cui Oskar Kokoschka, Henry Moore, Le Corbusier, Alexander Calder, Braque e Picasso e si avvarrà della loro partecipazione e del loro contributo.
Nel 1951 viene nominato consulente artistico del Centro Internazionale delle Arti e del Costume di Palazzo Grassi.
All’estero espone a Lienz alla ‘Mostra d’Arte Contemporanea’ (1953) organizzata dalla Biennale di Venezia, poi a Bruges, Bruxelles, Charleroi (Belgio), quindi ad Orléans in Francia (1960).
L’anno 1962 vede sue opere esposte a Verona, Vicenza, Livorno, Firenze, Rovigo, Pontremoli. Nel 1963 ottiene la medaglia d’oro al Premio ‘Ciuffenna’ ad Arezzo e alla 3.a Mostra ’La Caccia’ a Belluno. Nel 1966 è invitato dal Comune di Venezia alla Mostra Retrospettiva della ‘Scuola di Burano’ a Palazzo Vendramin-Calergi. La sua attività prosegue con mostre personali e collettive, dentro e fuori Venezia. Nel 1979 è invitato al Premio ‘Burano’ e nel 1981 espone a Villa Contarini a Piazzola sul Brenta (PD) e alla mostra collettiva ‘Maestri Veneti’ a Mestre.
Diverse le sue mostre antologiche: alla Galleria Sant’Angelo di Venezia nel 1972, alla Galleria Nuovo Spazio 2 (sempre a Venezia) nel 1981, alla Biblioteca Civica di Vittorio Veneto nel 1982, al Centro d’Arte San Vidal a Venezia nel 1988 e infine, nel 1998, al Museo del Cenedese di Vittorio Veneto. Con quest’ultima mostra la città di Vittorio Veneto intese onorare il suo concittadino al compimento del suo centesimo anno di vita.
Tra le decorazioni di luoghi pubblici e di culto sono da ricordare gli affreschi nel catino absidale della Chiesa di San Silvestro (Venezia), le pale d’altare per le chiese di Danta nel Cadore (Belluno) e di Debras Marcos (Africa orientale), l’affresco del soffitto della Chiesa di Farra d’Alpago (Belluno) e del soffitto della biblioteca del Convento del Santissimo Redentore a Venezia.
Armando Tonello muore a Venezia, sua città di adozione, il 3 gennaio del 2001, a 103 anni.